# Abdulhafed Gaddur
Abdulhafed Gaddur także Hafed Gaddur – libijski dyplomata.
Od 1985 pracuje we Włoszech. W 2003 został przedstawicielem Libii przy Stolicy Apostolskiej. Trzy lata później mianowano go szefem libijskiego przedstawicielstwa w Rzymie. 27 lutego 2011 złożył rezygnację z zajmowanego stanowiska i stwierdził, że nie uznaje już rządu Mu’ammara al-Kaddafiego. Jednocześnie pozostał na swojej placówce, stwierdzając, iż reprezentuje interesy narodu libijskiego. Pełni funkcję wysłannika Narodowej Rady Tymczasowej do Rzymu.